# Sheb Wooley
Shelby Fredrick „Sheb” Wooley (ur. 10 kwietnia 1921 w Erick, zm. 16 września 2003 w Nashville) – amerykański piosenkarz, autor tekstów i aktor.
Odtwórca roli Pete’a Nolana w serialu CBS Rawhide (1959–1962, 1965).

## Życiorys
Urodził się w rodzinie farmerów jako trzeci syn Ory Ethel (z domu McCown) i Williama Curtisa „Billa” Wooleya Seniora. Miał dwóch starszych braci, Logana i Huberta, a także młodszego brata Williama. Wczesne lata spędził na farmie ojca. 
Jako nastolatek pracował jako jeździec na rodeo. W szkole średniej założył własny zespół. W 1946, po wyjeździe do Fort Worth w Teksasie, rozpoczął karierę muzyczną. Występował w stacjach radiowych WLAC i WSM w Nashville w Tennessee, a później przez trzy lata prowadził audycję radiową w Calumet Radio Network. W 1946 podpisał kontrakt z wytwórnią Bullet Records, a w 1948 przeniósł się do MGM Records, gdzie pozostał do 1973. W 1950 napisał znaną w USA piosenkę „People Eater”. 
Debiutował na ekranie w niewielkiej roli Kaya Rawlinsa w westernie Rocky Mountain (1950) z Errolem Flynnem. W klasycznym westernie Freda Zinnemanna W samo południe (High Noon, 1952) z udziałem Gary’ego Coopera i Grace Kelly zagrał zabójcę Bena Millera. W sumie wystąpił w ponad 60 filmach, między innymi w westernie George’a Stevensa Olbrzym (Giant, 1956) z Jamesem Deanem czy dramacie Mistrzowski rzut (Hoosiers, 1986) z Genem Hackmanem. 
Wooley był pięć razy żonaty. Jego pierwszą żoną była Melva Loree Miller, którą poślubił 21 maja 1940. Sześć lat później (1947) zawarł związek małżeński w Fort Worth w Teksasie z  Edną Talbott Bunt, z którą się rozwiódł 2 kwietnia 1953. Od 26 stycznia 1955 do czerwca 1974 przez 19 lat jego trzecią żoną była Beverly Irene Torrence (Addington), adoptowali córkę, Chrystie Lynn. 27 marca 1976 ożenił się z Deanną Grughlin, a następnie 31 stycznia 1985 ze swoją menadżerką Lindą Sue Dotson, która miała już córkę Shaunę.
W 1996 u Wooleya zdiagnozowano białaczkę, co zmusiło go do wycofania się z występów publicznych w 1999. Po siedmiu latach walki z chorobą, zmarł 16 września 2003 w Skyline Medical Center w Nashville w wieku 82 lat. Pochowano go w Hendersonville w Tennessee.

## Dyskografia

### Albumy
- 1956: Sheb Wooley
- 1960: Songs from the Days of Rawhide
- 1962: That’s My Pa and That's My Ma
- 1963: Tales of How the West Was Won
- 1963: Spoofing the Big Ones (jako Ben Colder)
- 1963: Ben Colder (jako Ben Colder)
- 1965: The Very Best
- 1965: It’s a Big Land
- 1966: Big Ben Strikes Again (jako Ben Colder)
- 1967: Wine Women & Song (jako Ben Colder)
- 1968: The Best of Ben Colder (jako Ben Colder)
- 1968: Harper Valley P.T.A. (Later That Same Day) (jako Ben Colder)
- 1969: Warm and Wooley
- 1969: Have One On (jako Ben Colder)
- 1970: Big Ben Colder Wild Again (jako Ben Colder)
- 1971: Live and Loaded (jako Ben Colder)
- 1972: Warming Up to Colder (jako Ben Colder)
- 1973: The Wacky World (jako Ben Colder)

## Filmografia

### Filmy
- 1951: Inside the Walls of Folsom Prison jako Chick Fullis
- 1952: W samo południe (High Noon) jako Ben Miller
- 1952: Nieokiełznani (The Lusty Men) jako hazardzista z Busterem
- 1954: Johnny Guitar jako oddziałowy
- 1954: Siedem narzeczonych dla siedmiu braci (Seven Brides for Seven Brothers) – mała rola
- 1956: Olbrzym (Giant) jako Gabe Target
- 1959: Rio Bravo jako kowboj
- 1967: Wóz pancerny (The War Wagon) jako Snyder
- 1985: Silverado jako sierżant kawalerii
- 1976: Wyjęty spod prawa Josey Wales (The Outlaw Josey Wales) jako Travis Cobb
- 1986: Mistrzowski rzut (Hoosiers) jako Cletus Summers

### Seriale
- 1959–1962, 1965: Rawhide jako Pete Nolan
- 1990: Napisała: Morderstwo (Murder, She Wrote) jako Billy Ray Parker